# Famille von Grünewaldt

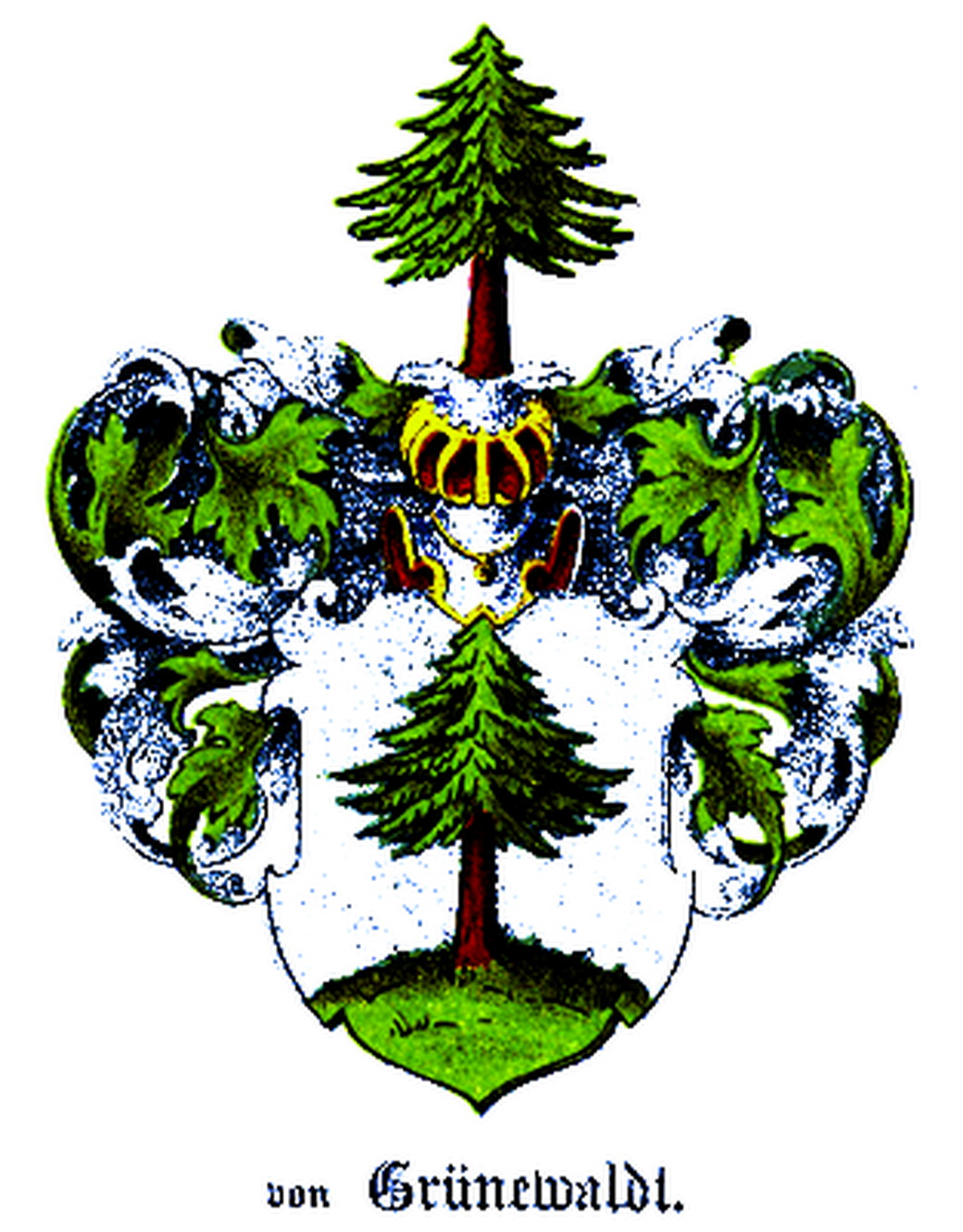
Armoiries de la famille von Grünewaldt

La famille von Grünewaldt est une famille de la noblesse allemande de la Baltique. Les premières mentions de la famille datent du XVe siècle avec Jürgen Grünewaldt et le premier ancêtre reconnu de la famille est Frantz von Grünewaldt qui tenaient des fiefs en 1531 dans l'actuelle Estonie. Leurs domaines sont dans des territoires appartenant aux chevaliers teutoniques, puis à la couronne de Suède et au début du XVIIIe siècle à la Russie impériale. Ils sont expropriés au moment de la création de la république estonienne en 1919.
La famille von Grünewaldt était immatriculée dans les registres de la noblesse de Courlande, d'Estland et de Livonie.

## Personnalités
- Arved von Grünewaldt, champion de soling en 1968
- Georg von Grünewaldt (1830-1901), homme politique, seigneur de Koik, de Brandten, de Laimetz, etc.
- Johann von Grünewaldt (1796-1862), chevalier de l'Ordre de Sainte-Anne et de l'Ordre de Saint-Vladimir, seigneur du domaine de Koik et du domaine d'Orrisaar, sénateur, gouverneur civil d'Estland de 1842 à 1859
- Johann Georg von Grünewaldt (1763-1817), père du précédent
- Moritz Reinhold von Grünewaldt (1797-1877), général de l'armée impériale russe
- Moritz von Grünewaldt (1873-1964), acteur
- Otto Magnus von Grünewaldt (1801-1890), chambellan à la cour, fils de Johann Georg von Grünewaldt, père de Georg von Grünewaldt

## Anciens domaines
- Manoir de Brandten (aujourd'hui Pradi en Estonie)
- Manoir de Koik (aujourd'hui Koigi en Estonie)
- Manoir de Laimetz (aujourd'hui Laimetsa en Estonie)
- Château de Mexhof (aujourd'hui Mäo en Estonie)